# Кушнірьов Андрій Олександрович
Андрі́й Олекса́ндрович Кушнірьо́в (нар. 15 жовтня 1996, Кіровоград, Україна) — український футболіст, півзахисник кропивницької «Зірки».

## Життєпис
Вихованець кропивницького футболу, грав за юнацькі команди ДЮСТШ «Зірочка» Кіровоград, ДЮФШ ФК «Зоря» Луганськ і ДЮСШ-2 Кіровоград.